# Talmussu

Podział administracyjny imperium asyryjskiego w czasach króla Aszurbanipala z zaznaczoną lokalizacją prowincji Talmusa (numer 7)

Talmussu, Talmuszu, Talmusu, Talmusa – w 2 połowie II tys. i 1 połowie I tys. p.n.e. asyryjska prowincja ze stolicą o tej samej nazwie, leżąca w północnej części centralnej Asyrii. Samo miasto identyfikowane jest ze współczesnym Gir-e Pan.
Talmussu było prowincją asyryjską już w okresie średnioasyryjskim. W jednej ze swych inskrypcji asyryjski król Salmanasar I (1273-1244 p.n.e.) opisuje odbudowę świątyni i ziguratu bogini Isztar w stolicy tej prowincji:
„Świątynię bogini Isztar, mej pani, [w mieście Talmuszu] odbudowałem. [Jej] zigurat, święte sanktuarium, siedzibę pełną spokoju, [odbudowałem] wewnątrz miasta Talmuszu (i-na qé-reb URU tal-mu-še) dla bogini Isztar, pani miasta Talmuszu”.
Począwszy od panowania Adad-nirari III (810-783 p.n.e.) gubernatorzy Talmussu zaczynają pojawiać się w asyryjskich listach i kronikach eponimów jako urzędnicy limmu. O gubernatorach i prowincji Talmussu wspominają też teksty administracyjne z VIII w. p.n.e. z Kalhu, a także listy z czasów panowania Sargona II (722-705 p.n.e.) i Aszurbanipala (668-627? p.n.e.). 
Asyryjscy gubernatorzy Talmussu znani z asyryjskich list i kronik eponimów:
- Nabu-szarru-usur – pełnił urząd eponima w 786 r. p.n.e.[5];
- Ninurta-szezibanni – pełnił urząd eponima w 754 r. p.n.e.[5];
- Szulmu-beli – pełnił urząd eponima w 696 r. p.n.e.[5]